# Logan International Airport

i7
i11
i13
Der Edward Lawrence Logan International Airport (IATA-Code: BOS, ICAO-Code: KBOS) ist der internationale Flughafen von Boston im US-Bundesstaat Massachusetts. Gemessen am Passagieraufkommen lag er im Jahr 2023 auf Platz 16 der größten Flughäfen in den Vereinigten Staaten, weltweit lag er auf Platz 49.

## Lage und Verkehrsanbindung
Der Logan International Airport befindet sich drei Kilometer östlich des Stadtzentrums von Boston. Die Passagierterminals verfügen über eine Anschlussstelle an der westlich des Flughafens verlaufenden Interstate 90. Außerdem liegt der Ted-Williams-Tunnel, welcher mittlerweile Teil der Interstate 90 ist, teilweise unter dem Flughafengelände. Des Weiteren verläuft die Massachusetts Route 1A nordwestlich des Flughafens.
Der Logan International Airport wird durch die U-Bahn-Linie Blue Line, die Buslinien Silver Line SL1 und SL3 und Fähren in den öffentlichen Personennahverkehr eingebunden. Alle Verkehrsmittel werden von der Massachusetts Bay Transportation Authority betrieben. Die U-Bahn und die Buslinie SL3 halten allerdings nur an der rund einen Kilometer nordwestlich beziehungsweise nördlich der Passagierterminals gelegenen Airport Station. Der Fährhafen liegt südlich von Terminal A. Zwischen der Airport Station, dem Fährhafen und den Passagierterminals verkehren kostenlose Shuttlebusse der Massachusetts Port Authority.

## Geschichte
Der Flughafen wurde am 8. September 1923 unter dem Namen Boston Airport eröffnet und diente zunächst in erster Linie der Massachusetts Air Guard und dem Army Air Corp. Die ersten planmäßigen Passagierflüge fanden 1927 statt und verbanden Boston mit New York City.
Im Laufe der Jahre wurde der Flughafen stetig erweitert – insgesamt kamen etwa 7 km² an Fläche hinzu.
Seinen heutigen Namen erhielt der Flughafen 1943. Der Namensgeber ist Lieutenant General Edward Lawrence Logan, ein in Boston geborener Politiker und Militär, der Anfang des 20. Jahrhunderts mehrere Jahre in der Legislative des Staates Massachusetts saß und sich vor allem um den Aufbau und die Organisation der Massachusetts National Guard verdient gemacht hat. Logan starb 1939 in Boston.
Im Jahr 2001 geriet Logan in die Schlagzeilen, als sich im Zuge der Ermittlungen der Anschläge vom 11. September auf das New Yorker World Trade Center herausstellte, dass zwei der entführten Maschinen (American-Airlines-Flug 11 und United-Airlines-Flug 175 – beide unterwegs von Boston nach Los Angeles) – von hier aus gestartet waren. Es kam Kritik an den Sicherheitsstandards des Flughafens auf.

## Flughafenanlagen

Flughafendiagramm (2011)

Das Gelände des Flughafens erstreckt sich über etwa 688 Hektar.

### Start- und Landebahnen
Der Flugverkehr wird auf sechs Start- und Landebahnen abgewickelt.
Die Landebahnen 15R, 33L, 04R, 22L und 27 verfügen über Instrumentenlandesystem (ILS).

### Abfertigungsgebäude
Der Logan International Airport verfügt derzeit über vier Terminals zur Abfertigung von Passagieren:
Terminal A

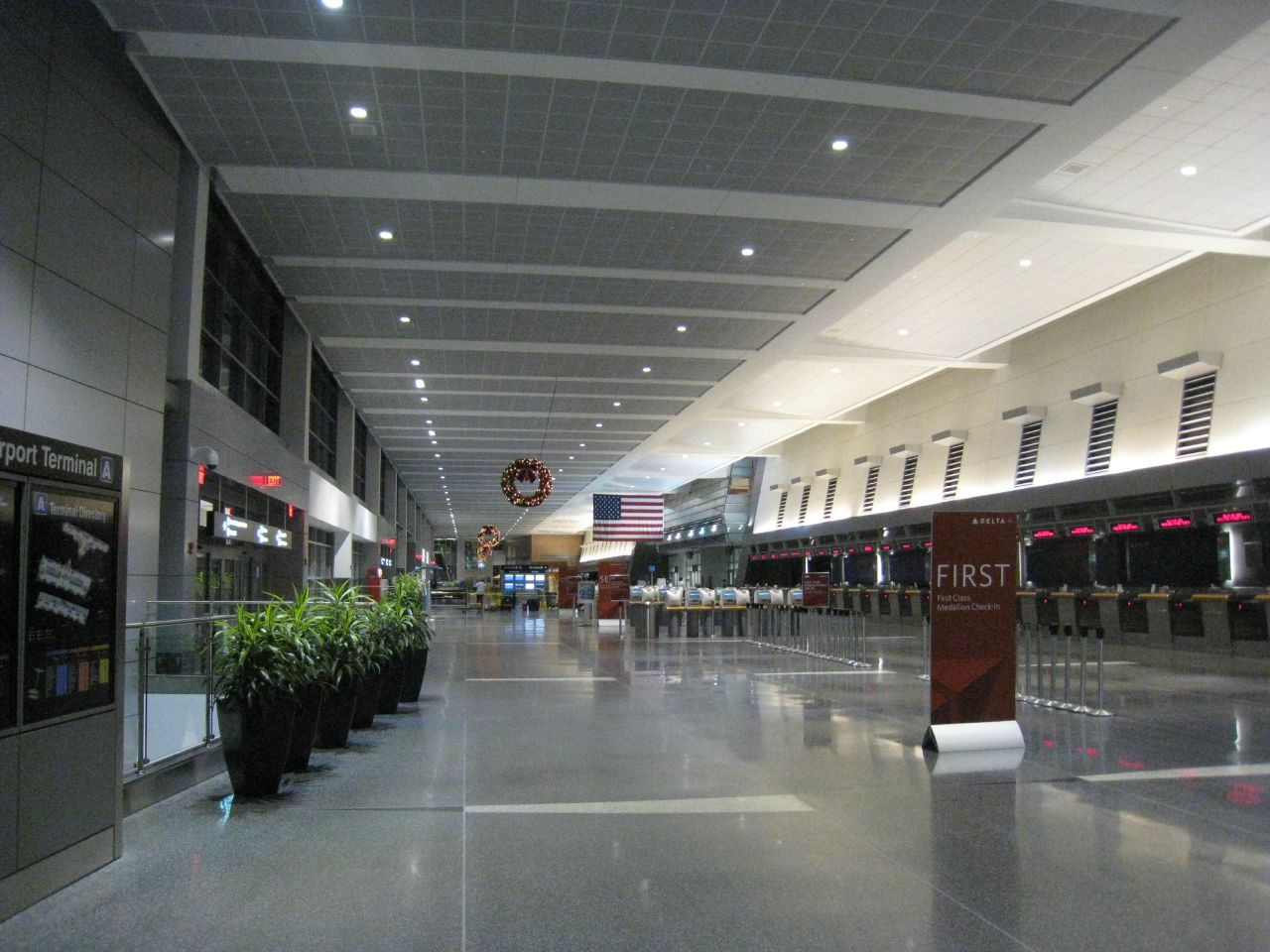
Terminal A am 29. November 2008 bei Nacht.

Das im Jahr 2005 eröffnete Terminal A verfügt über die Gates A1 bis A11 in einem Satellitengebäude und A13 bis A22 im Hauptgebäude. Von hier aus operieren Delta Air Lines und Westjet Airlines.
Terminal B
In dem aus einem Nord- und einem Südteil bestehenden Terminal B befinden sich die Gates B1 bis B12, B14 bis B40 sowie B31A und B35A. Das Terminal wird von Air Canada, Alaska Airlines, American Airlines, Boutique Air, Southwest Airlines, Spirit Airlines und United Airlines genutzt.
Terminal C
Das Terminal C fertigt hauptsächlich Flüge von jetBlue ab und verfügt über die Gates C5 bis C12, C14 bis C21, C23 bis C34 und C36. Das ehemals lediglich aus drei Gates bestehende angrenzende Terminal D wurde im Jahr 2006 formal in das Terminal C integriert. Neben jetBlue nutzen auch Aer Lingus, Cape Air und TAP Air Portugal das Terminal C.
Terminal E – John A. Volpe International Terminal
Das nach einem ehemaligen Gouverneur von Massachusetts benannte Terminal E verfügt über die Gates E1 bis E16 sowie E1A und dient ausschließlich internationalen Verbindungen, beispielsweise von Lufthansa aus Frankfurt am Main und München und Virgin Atlantic aus London. Die Gates E1 bis E3 teilt sich das Terminal dabei mit dem Terminal C.

## Fluggesellschaften und Ziele
Der Logan International Airport dient der Fluggesellschaft Delta Air Lines als Drehkreuz. Cape Air nutzt den Flughafen ebenfalls als Drehkreuz, allerdings verfügt diese lediglich über Zubringerflugzeuge. Insgesamt wird der Flughafen von 41 Fluggesellschaften angeflogen.
Es starten Flüge in die Vereinigten Staaten, nach Kanada, Mittel- und Südamerika sowie nach Europa und Asien. Im deutschsprachigen Raum werden Frankfurt, München sowie Zürich angeflogen. Boston war das erste Ziel, das die Lufthansa nach der Reaktivierung des Airbus A380 mit diesem Flugzeugtyp ab München ansteuerte.

## Verkehrszahlen
| Jahr | Fluggastaufkommen | Fluggastaufkommen | Fluggastaufkommen | Fluggastaufkommen | Luftfracht (Tonnen) (mit Luftpost) | Flugbewegungen |
| Jahr | National          | International     | General Aviation  | Gesamt            | Luftfracht (Tonnen) (mit Luftpost) | Flugbewegungen |
| ---- | ----------------- | ----------------- | ----------------- | ----------------- | ---------------------------------- | -------------- |
| 2022 | 29.527.910        | 6.450.000         | 112.806           | 36.090.716        | 292.880                            | 378.613        |
| 2021 | 20.040.839        | 2.549.976         | 87.684            | 22.678.499        | 280.303                            | 266.034        |
| 2020 | 10.729.614        | 1.838.292         | 50.222            | 12.618.128        | 261.030                            | 206.702        |
| 2019 | 34.098.788        | 8.317.993         | 105.630           | 42.522.411        | 312.498                            | 427.176        |
| 2018 | 33.245.880        | 7.583.887         | 112.158           | 40.941.925        | 319.420                            | 424.024        |
| 2017 | 31.100.950        | 7.199.595         | 111.874           | 38.412.419        | 308.174                            | 401.371        |
| 2016 | 29.591.053        | 6.587.473         | 109.516           | 36.288.042        | 279.836                            | 391.222        |
| 2015 | 27.810.256        | 5.534.176         | 105.148           | 33.449.580        | 261.170                            | 372.928        |
| 2014 | 26.545.978        | 4.992.225         | 96.242            | 31.634.445        | 265.560                            | 363.797        |
| 2013 | 25.577.960        | 4.545.799         | 94.872            | 30.218.631        | 244.120                            | 361.339        |
| 2012 | 24.743.008        | 4.383.501         | 109.134           | 29.235.643        | 241.235                            | 354.869        |
| 2011 | 24.832.397        | 3.962.454         | 114.416           | 28.909.267        | 240.047                            | 368.987        |
| 2010 | 23.688.471        | 3.681.739         | 58.752            | 27.428.962        | 247.834                            | 352.643        |
| 2009 | 21.767.086        | 3.696.336         | 48.664            | 25.512.086        | 234.760                            | 345.306        |
| 2008 | 22.032.246        | 3.977.297         | 93.108            | 26.102.651        | 266.609                            | 371.604        |
| 2007 | 23.837.727        | 4.153.442         | 111.286           | 28.102.455        | 286.874                            | 399.537        |
| 2006 | 23.556.382        | 4.049.595         | 119.466           | 27.725.443        | 308.020                            | 406.119        |
| 2005 | 22.728.788        | 4.237.105         | 122.012           | 27.087.905        | 336.347                            | 409.066        |
| 2004 | 21.830.294        | 4.201.638         | 110.584           | 26.142.516        | 344.401                            | 405.258        |
| 2003 | 18.890.079        | 3.815.987         | 85.103            | 22.791.169        | 337.853                            | 373.304        |
| 2002 | 18.725.422        | 3.882.257         | 88.462            | 22.696.141        | 358.161                            | 392.079        |
| 2001 | 20.070.039        | 4.301.250         | 103.641           | 24.474.930        | 337.834                            | 463.125        |
| 2000 | 23.100.654        | 4.513.192         | 112.996           | 27.726.833        | 386.618                            | 487.996        |
| 1999 | 22.636.702        | 4.292.713         | 122.663           | 27.052.078        | 373.836                            | 494.816        |
| 1998 | 22.429.639        | 3.985.954         | 111.115           | 26.526.708        | 364.616                            | 507.449        |

### Verkehrsreichste Strecken
| Rang | Stadt                                 | Passagiere | Fluggesellschaften                       |
| ---- | ------------------------------------- | ---------- | ---------------------------------------- |
| 01   | Washington–National, Washington, D.C. | 769.260    | American, Delta, jetBlue                 |
| 02   | Chicago–O’Hare, Illinois              | 717.140    | American, Delta, jetBlue, United         |
| 03   | Orlando, Florida                      | 678.290    | Delta, jetBlue, Southwest, Spirit        |
| 04   | Atlanta, Georgia                      | 650.060    | Delta, jetBlue, Spirit                   |
| 05   | Miami, Florida                        | 611.440    | America, Delta, Spirit                   |
| 06   | Los Angeles, Kalifornien              | 589.590    | American, Delta, jetBlue, Spirit, United |
| 07   | San Francisco, Kalifornien            | 556.610    | Alaska, jetBlue, United                  |
| 08   | Charlotte, North Carolina             | 537.560    | American, Delta, jetBlue                 |
| 09   | New York–JFK, New York                | 489.740    | American, Delta, jetBlue                 |
| 10   | Dallas/Fort Worth, Texas              | 465.010    | American, Delta, Spirit                  |

## Zwischenfälle
- Am 21. Januar 1948 wurde eine Lockheed L-649 Constellation der US-amerikanischen Eastern Air Lines (Luftfahrzeugkennzeichen NC111A) bei der Landung auf dem Flughafen Boston-Logan irreparabel beschädigt. Die Landebahn war mit 13 mm Neuschnee bedeckt, vor allem aber auch mit Schneeverwehungen. Nach der Kollision des linken Hauptfahrwerks mit einer solchen drehte sich die Maschine nach links und krachte dort in einen größeren Schneehaufen, woraufhin ein Feuer in der Tragfläche ausbrach. Alle 25 Insassen, fünf Besatzungsmitglieder und 20 Passagiere, überlebten. Die Unfallermittler sahen die Schuld für den Totalschaden beim Flughafenbetreiber, bei dem örtlichen Betriebsinspektor der Luftfahrtbehörde CAA und beim Stationsleiter der Fluggesellschaft, die alle nicht für einen ordnungsgemäßen Zustand der Landebahnoberfläche gesorgt hatten.[15]

- Am 3. August 1954 wichen die Piloten einer Lockheed L-1049C Super Constellation der Air France (F-BGNA) auf dem Flug von Paris-Orly zum Flughafen New York-Idlewild wegen Nebels zum Flughafen Boston aus. Rund 60 Kilometer vor dem Ziel ging jedoch der Treibstoff aus, und bei Preston City wurde eine Bauchlandung in einem Feld durchgeführt. Die Maschine brannte aus, dennoch überlebten alle 37 Insassen, 8 Besatzungsmitglieder und 29 Passagiere.[16]

- Am 4. Oktober 1960 verunglückte eine Lockheed L-188A Electra der Eastern Air Lines (N5533) nach dem Start vom Flughafen Boston wegen eines Vogelschlags, der zum Ausfall von zwei Triebwerken geführt hatte. Von den 72 Personen an Bord kamen 62 ums Leben.[17]

- Am 15. November 1961 kollidierte eine landende Vickers Viscount 798D der US-amerikanischen Northeast Airlines (N6592C) auf dem Flughafen Boston-Logan mit einer Douglas DC-6B der ebenfalls US-amerikanischen National Airlines, die ohne Startfreigabe auf einer kreuzenden Bahn startete. Beitragender Faktor war die mangelhafte Überwachung der Bahnen durch die Fluglotsen. Alle 45 Insassen der Viscount, 8 Besatzungsmitglieder und 37 Passagiere, überlebten, ebenso alle 30 der DC-6. Beide Flugzeuge wurden irreparabel beschädigt.[18][19]

- Am 10. März 1964 stürzte eine Douglas DC-4 der US-amerikanischen Slick Airways (N384) 2,1 Kilometer südwestlich des Flughafens Boston-Logan im Anflug ab. Die Kontrolle über die Maschine war wegen starker Vereisung der Höhenflosse verloren gegangen. Die 3 Besatzungsmitglieder, die einzigen Insassen auf dem Frachtflug, kamen ums Leben.[20]

- Am 3. November 1973 bildete sich Rauch in der Kabine einer Boeing 707-321C der Pan American World Airways (N458PA) auf dem Flug von New York nach Glasgow. Die Besatzung des Frachtflugzeugs wollte zum Flughafen Boston ausweichen, verlor aber im dichten Rauch die Kontrolle über die Maschine, die 80 Meter neben der Landebahn aufschlug. Die drei Besatzungsmitglieder starben beim Absturz (siehe auch Pan-Am-Flug 160).[21]

- Am 16. Februar 1980 stürzte eine Bristol Britannia 253 der britischen Redcoat Air Cargo (G-BRAC) wenige Minuten nach dem Start vom Flughafen Boston aus einer Höhe von etwa 500 Meter (1700 Fuß) in ein bewaldetes Gebiet. Als Ursache wurde Vereisung vor und nach dem Start ermittelt. Von den 8 Insassen kamen 7 ums Leben, vier der fünf Besatzungsmitglieder und alle drei Passagiere.[22]

- Am 11. September 2001 starteten von hier aus die beiden Flugzeuge, die das World Trade Center zum Einstürzen brachten (siehe Terroranschläge am 11. September 2001).